# 단독
단독(丹毒, erysipelas 에리시펄러스[*] < ἐρυσίπελας→붉은 피부)은 피부 발진이 특징적인 급성 감염병이다. 발진 부위는 다리, 발가락, 얼굴, 팔, 손가락 등이다. 피부 표층과 상피 림프절이 긁음 따위에 의해 연쇄상구균에 감염되어 발병한다. 단독은 봉와직염보다도 표층에 발병하며, 발진이 매우 도드라지고 경계도 확실히 나타나는 편이다.

## 치료
심각도에 따라 치료는 경구 또는 정맥 주사를 통한 항생물질을 수반하는데, 이를테면 페니실린, 클린다마이신, 에리트로마이신이 있다. 질병의 증후가 하루 이틀 안에 해결되더라도 피부는 정상으로 돌아오는 데까지 수주가 걸릴 수 있다.